# Gastrolobium graniticum
Gastrolobium graniticum là một loài thực vật có hoa trong họ Đậu. Loài này được (S.Moore) Crisp miêu tả khoa học đầu tiên.